# دایره سرخ (فیلم ۱۳۷۴)
دایره سرخ فیلمی به کارگردانی جمال شورجه و نویسندگی احمد شهرابی فراهانی محصول سال ۱۳۷۴ است.

## خلاصه داستان
هواپیمای سرگرد رضا ابراهیمی، خلبان نیروی هوایی، هنگام بازگشت از یک عملیات برون مرزی توسط پدافند سنگین یک منطقه ناشناس در خاک عراق مورد اصابت گلوله قرار می‌گیرد. رضا در این حادثه دو پایش را از دست می‌دهد، اما با اصرار خودش، همچنان به کار در نیروی هوایی ادامه می‌دهد. او قصد دارد محل پدافند ناشناس را شناسایی کند و طرح بمباران کارخانه ساخت مهمات و تجهیزات شیمیایی واقع در آن را بریزد. در این بین سرهنگ سابق، محمودی ـ پدر همسر رضا که در آلمان زندگی می‌کند ـ برای بردن خانواده دخترش به آلمان، نزد رضا و خانواده اش می‌آید. رضا با رفتن به آلمان مخالف است و به تدریج با نشان دادن تلاشش برای طرح‌ریزی انهدام کارخانه، محمودی را که یک خلبان قدیمی نیروی هوایی است، به خود می‌آورد و در بین داوطلبان قرار می‌دهد. هنگام شروع عملیات هوایی، یکی از خلبان‌ها به دلیل مشکلی قادر به شرکت در عملیات نمی‌شود و محمودی جایش را می‌گیرد. عملیات انهدام با موفقیت انجام می‌شود و محمودی که هدایت یکی از هواپیماها را بر عهده دارد، سرانجام با وجودی که هواپیما مورد اصابت قرار گرفته، سالم در فرودگاه به زمین می‌نشیند.

## بازیگران
- فرامرز قریبیان
- اردلان شجاع‌کاوه
- محمد کاسبی
- پریسا شاهنده
- رضا آقاربی
- ستار اورا
- سیدمحسن خرم‌دره
- احسان غلامی
- محمد غلامحسینی
- حسین خلیلی
- علی‌اکبر خیری‌پور
- رضا غفوری
- ناصر رحیمی
- جواد واحدیان
- محمدعلی کشانی
- روزبه اخوان
- منوچهر رسول‌زاده
- غلامعلی دیده‌بان
- حبیب الهیاری